# Sette meraviglie della Russia
Le Sette meraviglie della Russia sono i sette luoghi risultati vincitori di un sondaggio organizzato dal giornale Izvestija, dal canale televisivo Rossija 1 e dall'emittente radiofonica Radio Majak. Le modalità di voto hanno compreso l'utilizzo degli SMS e di internet. Il sondaggio si è svolto in tre distinte fasi, nel periodo intercorrente dal 1º ottobre 2007 al 10 giugno 2008. In occasione della festività del Giorno della Russia, il 12 giugno 2008 presso la Piazza Rossa di Mosca, si è svolta la cerimonia nel corso della quale sono stati dichiarati i nomi dei vincitori del concorso.

## Le sette meraviglie
| Nome                                    | Zona                                   | Foto |
| --------------------------------------- | -------------------------------------- | ---- |
| Lago Bajkal                             | Oblast' di Irkutsk e Buriazia          |      |
| Valle dei geyser                        | Kamčatka                               |      |
| Mamaev Kurgan e La Madre Patria Chiama! | Oblast' di Volgograd                   |      |
| Peterhof                                | San Pietroburgo                        |      |
| Cattedrale di San Basilio               | Mosca                                  |      |
| Man'pupunёr                             | Repubblica dei Komi                    |      |
| Monte Elbrus                            | Cabardino-Balcaria e Karačaj-Circassia |      |

## Luoghi giunti in finale
| Nome                                  | Zona                       | Foto |
| ------------------------------------- | -------------------------- | ---- |
| Vovnuški                              | Inguscezia                 |      |
| Monastero di San Cirillo di Beloozero | Oblast' di Vologda         |      |
| Grotta di Kungur                      | Territorio di Perm'        |      |
| Cremlino di Nižnij Novgorod           | Oblast' di Nižnij Novgorod |      |
| Zoo di Novosibirsk                    | Oblast' di Novosibirsk     |      |
| Zapovednik Stolby                     | Territorio di Krasnojarsk  |      |
| Cremlino di Tobol'sk                  | Oblast' di Tjumen'         |      |

## Luoghi giunti in semifinale

### Circondario federale Nordoccidentale
| Nome                            | Zona                | Foto |
| ------------------------------- | ------------------- | ---- |
| Ermitage                        | San Pietroburgo     |      |
| Cattedrale di Sant'Isacco       | San Pietroburgo     |      |
| Isola Kiži                      | Carelia             |      |
| Difensori dell'Artico sovietico | Oblast' di Murmansk |      |

### Circondario federale Centrale
| Nome                                  | Zona                                   | Foto |
| ------------------------------------- | -------------------------------------- | ---- |
| Palazzo museo di Bogorodick           | Oblast' di Tula                        |      |
| Università statale di Mosca           | Mosca                                  |      |
| Pereslavl'-Zalesskij                  | Oblast' di Jaroslavl'                  |      |
| Monastero della Trinità di San Sergio | Oblast' di Mosca                       |      |
| Lago Seliger                          | Oblast' di Novgorod e Oblast' di Tver' |      |
| Cremlino di Smolensk                  | Oblast' di Smolensk                    |      |

### Circondario federale Meridionale
| Nome                           | Zona                             | Foto |
| ------------------------------ | -------------------------------- | ---- |
| Lago Baskunčak                 | Oblast' di Astrachan'            |      |
| Dombaj-Ul'gen                  | Karačaj-Circassia                |      |
| Dolmen del Caucaso occidentale | Circondario federale Meridionale |      |
| Cejskoe Uščel'e                | Ossezia Settentrionale           |      |

### Circondario federale del Volga
| Nome                                           | Zona      | Foto |
| ---------------------------------------------- | --------- | ---- |
| Piccolo Museo delle Armi di Michail Kalašnikov | Udmurtia  |      |
| Torre Sjujumbike                               | Tatarstan |      |
| Montagne Šichan                                | Baschiria |      |
| Moschea Qol-Şärif                              | Tatarstan |      |
| Monastero di Raifa                             | Tatarstan |      |

### Circondario federale degli Urali
| Nome                            | Zona                              | Foto |
| ------------------------------- | --------------------------------- | ---- |
| Arkaim                          | Oblast' di Čeljabinsk             |      |
| Museo decabrista di Jalutorovsk | Oblast' di Tjumen'                |      |
| Lago Zjuratkul'                 | Oblast' di Čeljabinsk             |      |
| Torre di Nev'jansk              | Oblast' di Sverdlovsk             |      |
| Monumento Qwerty                | Oblast' di Sverdlovsk             |      |
| Fiume Juribej                   | Circondario autonomo Jamalo-Nenec |      |

### Circondario federale Siberiano
| Nome               | Zona                           | Foto |
| ------------------ | ------------------------------ | ---- |
| Monte Belucha      | Repubblica dell'Altaj          |      |
| Paludi di Vasjugan | Oblast' di Tomsk               |      |
| Velikij Istok      | Territorio della Transbajkalia |      |
| Ivolginskij Dacan  | Buriazia                       |      |

### Circondario federale dell'Estremo Oriente
| Nome                        | Zona                               | Foto |
| --------------------------- | ---------------------------------- | ---- |
| Tri Brata (Baia dell'Avača) | Kamčatka                           |      |
| Miniera Mir                 | Jacuzia                            |      |
| Fortezza di Vladivostok     | Territorio del Litorale            |      |
| Yttygran                    | Circondario autonomo della Čukotka |      |
| Ključevskaja Sopka          | Kamčatka                           |      |
| Zapovednik Stolby           | Territorio di Krasnojarsk          |      |
| Polo del freddo             | Jacuzia                            |      |